# Halo: Combat Evolved Anniversary
Halo: Combat Evolved Anniversary è un videogioco sparatutto in prima persona del 2011, sviluppato da 343 Industries e Saber Interactive e pubblicato da Microsoft Game Studios in esclusiva per Xbox 360. Si tratta del remake in HD di Halo: Combat Evolved del 2001, il primo capitolo della fortunata serie di videogiochi Halo.
Sbarcato in commercio il 15 novembre 2011, esattamente dieci anni dopo l'uscita nei negozi di Halo: Combat Evolved, il gioco è stato nuovamente pubblicato l'11 novembre 2014 come parte di Halo: The Master Chief Collection, una collana contenente tutti i capitoli principali della serie di Halo riadattati all'ottava generazione di console e successivamente anche per Microsoft Windows il 3 marzo 2020, oltre che per Xbox Series X e Series S il 17 novembre 2020.
La 343 Industries, responsabile del franchise di Halo, si rivolse a Sabre Interactive per sviluppare un remake che potesse essere reso disponibile in vista dell'anniversario. La Sabre sfruttò il proprio motore grafico proprietario per riprodurre la grafica e il motore originale Halo per il gioco. Quello che era partito come uno strumento di sviluppo per alternare tra la vecchia e la nuova grafica è alla fine diventato una funzionalità di gioco, con gli utenti che possono in tempo ammirare le differenze tra l'edizione originale e quella rivista semplicemente premendo un pulsante. Tra le migliorie apportate ad Anniversary si annoverano una revisione visiva completa in alta definizione, il supporto della modalità cooperativa e una modalità multigiocatore tramite il servizio online Xbox Live, effetti sonori e brani della colonna sonora nuovi e rimasterizzati ed extra come obiettivi e oggetti da collezione da reperire nel gioco. Si tratta del primo videogioco della serie a includere il supporto per Kinect.
L'accoglienza riservata dalla critica al prodotto si è rivelata perlopiù positiva. La grafica aggiornata, il comparto sonoro e la capacità di alternare tra la grafica rimasterizzata e quella originale hanno ricevuto gli elogi principali. I reclami includevano invece problemi tecnici, difetti con il design dei livelli del gioco originale e la funzionalità del multigiocatore.

## Trama
Dopo essere fuggita dalla distruzione del mondo colonizzato dagli umani di nome Reach ad opera dei Covenant, l'incrociatore della Pillar of Autumn compie un salto casuale nell'iperspazio per evitare di condurre i Covenant sulla Terra. Giunto in uno spazio dell'universo inesplorato, l'equipaggio della Autumn scopre un enorme mondo ad anello di natura artificiale in orbita attorno a un gigante gassoso. Quando i Covenant attaccano, il capitano della Autumn, Jacob Keyes, affida con l'intento di trasferirla l'IA dell'astronave Cortana, la quale è a conoscenza di informazioni relative allo schieramento delle truppe umane e della posizione della Terra, al supersoldato di classe Spartan noto come Master Chief. Quest'ultimo respinge le forze di abbordaggio dei Covenant e lascia l'incrociatore tramite una scialuppa di salvataggio che atterra in maniera rocambolesca sulla superficie dell'anello, mentre Keyes cerca di compiere la stessa manovra.
Sul mondo artificiale, il Capo raduna i marines sopravvissuti e guida una squadra d'assalto per salvare Keyes dalle grinfie dei Covenant. Il capitano viene liberato dalla prigionia e rivela che gli alieni chiamano l'anello "Halo", ritenendolo una sorta di super arma. A quel punto, a Chief viene affidato il compito di trovare la sala di controllo di Halo prima che lo facciano i nemici. Una volta che Cortana viene inserita nella sala di controllo, l'intelligenza artificiale comunica a Chief un allarme imminente, senza indicarne il motivo, invitandolo a raggiungere immediatamente Keyes, intento a combattere i Covenant altrove su Halo. Durante la ricerca del capitano, Master Chief si imbatte nei Flood, degli organismi parassiti che infettano gli esseri di vita senzienti. La liberazione dei virulenti organismi spinge il custode dell'anello, l'IA 343 Guilty Spark, a chiedere l'aiuto di Chief per attivare le difese di Halo, noto più correttamente come Installazione 04. Una volta ottenuto il cosiddetto indice, funzionale all'attivazione dell'anello, Chief viene teletrasportato da Spark nella sala di controllo dove era stato ore prima, ma la procedura viene bruscamente interrotta da Cortana. Quest'ultima rivela che in realtà le difese di Halo non uccidono i Flood, ma piuttosto ciò di cui si nutrono per farli morire di fame, ragion per cui mettere in funzione l'anello vorrebbe dire cancellare ogni essere di vita senziente dalla galassia. Allo scopo di impedire che i Flood si diffondano e per evitare che Spark attivi l'anello, Cortana sottrae l'indice ed escogita un piano per far esplodere i reattori della Autumn precipitata e distruggere Halo, ma per farlo occorre munirsi dell'impianto neurale di Keyes al fine di connettersi alla nave. Chief e Cortana scoprono che Keyes è stato contagiato dai Flood, circostanza che spinge il supersoldato a recuperare l'impianto neurale da quel che resta del capitano e fuggire velocemente verso la Autumn. Dopo aver combattuto decine di Sentinelle robotiche fedeli a Spark, Flood e Covenant, il protagonista del capitolo destabilizza manualmente i reattori della Autumn e scampa per un soffio, assieme a Cortana, alla distruzione dell'anello a bordo di un caccia spaziale.

## Modalità di gioco

Fase di gioco del secondo livello di Halo: Combat Evolved (2001), versione originale. È possibile riprodurre il videogioco con tale grafica anche nella versione rimasterizzata semplicemente cliccando il pulsante "Back" sul proprio joystick per Xbox

Halo: Combat Evolved Anniversary e l'originale, Halo: Combat Evolved, non presentano differenze nelle modalità di gioco e nella trama. Il gioco è uno sparatutto in prima persona, malgrado le sequenze a bordo di veicoli offrono una prospettiva in terza persona. La trama narra le vicende del protagonista Master Chief, il supersoldato impersonato dal giocatore, e della sua lotta contro l'alleanza di razze aliene nota come Covenant sul misterioso e antico mondo anello di Halo. I giocatori sono dotati di uno scudo di energia che si ricarica e assorbe i danni; la salute può essere reintegrata solo da specifici kit medici sparsi per i vari livelli della campagna. È possibile inoltre utilizzare una varietà di armi e veicoli umani e alieni.
I giocatori possono passare dalla grafica classica del gioco originale alla nuova grafica sviluppata per il remake premendo il pulsante "Back" sul joystick Xbox. La grafica classica e rimasterizzata risultano in alta definizione e in 16:9 widescreen, mentre la versione del 2001 aveva una risoluzione di 480i e un formato 4:3. La grafica rimasterizzata è disponibile anche in 3D stereoscopico per i televisori compatibili. Le aggiunte al gameplay includono degli obiettivi da sbloccare su Xbox Live, la modalità cooperativa online e dei contenuti nascosti, ovvero dei videoterminali che forniscono informazioni aggiuntive sulla trama e teschi collezionabili che modificano alcuni aspetti della fisica e dei comportamenti delle IA del videogioco quando attivati. Il supporto per Xbox Kinect include comandi vocali per la navigazione video, le istruzioni durante il combattimento e la scansione dell'ambiente, che aggiunge elementi sullo schermo a un'enciclopedia chiamata Biblioteca.
La versione originale di Combat Evolved non supportava il multiplayer online, ma i giocatori potevano giocare in multiplayer localmente tramite il sistema dello schermo condiviso o System Link. Anniversary consente, allo stesso modo del capitolo del 2001, di riprodurre la campagna in cooperativa sia online tramite Xbox Live che offline in locale. La modalità multiplayer del gioco utilizza il motore di Halo: Reach e presenta sette mappe rivisitate che si ispirano a Combat Evolved e a Halo 2. Inoltre, è presente una nuova mappa riproducibile su Halo: Reach nell'ambito della modalità Sparatoria, nel corso della quale i giocatori cercano di sopravvivere contro orde aliene sempre più forti. Per l'occasione, in una mappa che riproduce un'ambientazione già proposta nel primo capitolo del 2001, sono state introdotte delle intelligenze artificiali alleate.

## Sviluppo

### Progettazione
Dopo che la Microsoft acquisì la Bungie nel 2000, quest'ultima sviluppò la versione originale di Halo: Combat Evolved come gioco di lancio del 2001 per la console Xbox. La Bungie e la Microsoft si separarono nel 2007, ma i diritti della serie Halo permasero in capo alla seconda, la quale formò una divisione interna per supervisionare lo sviluppo del franchise di Halo, la 343 Industries. Quest'ultima contattò la Sabre Interactive proponendole di ripresentare Combat Evolved in vista del decimo anniversario del prodotto. Il direttore operativo di Sabre, Andrey Iones, ricordò che l'offerta rappresentò «un'opportunità da non perdere», poiché la Sabre non aveva mai lavorato a una così importante serie videoludica e molti membri del team erano fan di Halo. L'azienda sviluppò delle concept art per rendere l'idea di quello che sarebbe stato il remake e poi volò a Seattle, nello stato statunitense del Washington, allo scopo di incontrare la 343 Industries.
Come detto, la 343 Industries desiderava riproporre una revisione del gioco originale entro il decimo anniversario dell'uscita di Halo, circostanza che avrebbe lasciato alla Sabre poco più di un anno per completare il progetto. La modalità di gioco non avrebbe dovuto subire delle variazioni; sebbene il gioco originale presentasse degli elementi da correggere, la 343 Industries decise di preservare l'esperienza di gioco ricordata dagli appassionati della serie, con la speranza che i nuovi fan potessero divertirsi con un lavoro quanto più simile possibile a quello del 2001, sia pur con il dovuto adattamento grafico. Le immagini, nel frattempo, sarebbero state aggiornate insieme a funzionalità aggiuntive quali i teschi della campagna. Iones dichiarò nel corso di un'intervista che la possibilità di compiere percorsi sperimentali nella fase di progettazione si rivelò limitata; come se non bastasse, decidere di riprodurre le animazioni dei personaggi con fotogrammi chiave avrebbe potuto introdurre dei bug di gioco, mentre il bilanciamento del gioco si poggiava già su basi solide immodificabili. Allo stesso modo, il porting della versione PC del gioco su Xbox per aggiungere funzionalità avrebbe limitato la quantità di miglioramenti visivi che la Sabre poteva apportare, oltre a richiedere molto tempo nella riproduzione delle medesime tecniche di animazione adoperate per Combat Evolved. Constatate le difficili premesse, Sabre scelse di utilizzare il motore originale per il gameplay e uno proprio per la grafica, nonostante i problemi di compatibilità rappresentati da questa soluzione. Lo sviluppo partì con il nome in codice Spark. Il gioco fu completato il 15 ottobre 2011, giorno che coincise con l'inizio del processo di stampa del master disc per la produzione di copie ("fase gold").

### Animazione e grafica
Per risolvere i problemi di trasferimento delle informazioni dal motore del gioco originale al motore Sabre, gli sviluppatori esaminarono il modo in cui avevano utilizzato il motore fisico Havok di terze parti per gestire il posizionamento, le velocità e le collisioni degli oggetti. La Sabre generò un proxy di ogni oggetto nel motore di Halo per trasferirlo in quello Sabre, con il risultato che la programmazione originale del gioco non avrebbe subito variazioni. La possibilità di alternare tra l'eredità e i motori grafici rimasterizzati nella campagna avvenne grazie al motore di rendering sviluppato da Saber Interactive. In parole povere, fu tale tecnologia che permise agli sviluppatori di aggiornare la grafica di Halo: Combat Evolved e di preservare il gameplay originale. Il concetto che andò a svilupparsi con il tempo era quello che bisognava concedere ai giocatori di optare per la grafica vecchia e nuova dal menù principale. La facoltà di cambiare grafica in tempo reale divenne presto oggetto di discussione tra gli sviluppatori in varie occasioni, con il risultato che il gruppo optò per renderla disponibile in-game anziché dal menù. Logicamente, per rendere attiva un'impostazione simile occorreva che entrambi i motori operassero in contemporanea per evitare degli sbalzi. Questo approccio causò diversi problemi, incluso quello delle collisioni; poiché gli oggetti e gli ambienti nella versione originale avevano una risoluzione inferiore con minori poligoni, le immagini a risoluzione più elevata nel motore Sabre potevano discostarsi in modo significativo. In virtù del fatto che la geometria del gioco originale era stata utilizzata come spunto di partenza per le collisioni, in alcuni casi si correva il rischio di osservare il personaggio camminare attraverso o sopra il terreno, le armi al di sotto del suolo e i proiettili deviati dal nulla. L'enorme numero di queste incongruenze, combinato al desiderio di mantenere illibato il gameplay originale, costrinse la Sabre a pensare a una qualche soluzione alternativa, inclusa l'ipotesi di elaborare degli strumenti volti a consentire ai creatori di visualizzare le differenze di altezza e la presenza di geometrie intermedie. Così, in determinati contesti, i creatori escogitarono altri modi per preservare gli stessi dati di collisione e aggiornare le immagini, con il risultato che alcuni oggetti hanno cambiato il proprio aspetto per un miglior adattamento; per fare un esempio, si è riusciti a convertire una roccia di scarsa risoluzione e composta da pochi poligoni in una struttura angolare dei Precursori al fine di evitare problemi di collisione.
Ove possibile, gli sviluppatori attinsero o adattarono le risorse fornite da Halo 3 e Reach. Per gli elementi che non potevano esseri ripresi da altri capitoli, la Microsoft affidò all'art director Ben Cammarano il compito di recarsi gli uffici di Sabre a San Pietroburgo, in Russia, per supervisionare la riprogettazione della grafica del gioco. Cammarano definì quattro principi di Halo per guidare la Sabre, ovvero quelli che Iones comprese in «panorami eroici, immagini e personaggi iconici, estetica pulita e vibrante e azione intensa». Poiché le risorse originali esistevano già, i concept artist trassero degli screenshot dal gioco originale e diedero forma a nuovi panorami puntando su aspetti quali gli effetti ambientali, un'illuminazione migliorata e nuove texture, al fine di addolcire l'aspetto dei livelli. Alcuni dei progetti visivi di Sabre furono considerati fuorvianti rispetto a Combat Evolved, con gli artisti che avevano effettuato dei cambiamenti alla posizione dell'anello di Halo e dei pianeti vicini per creare una visuale più piacevole; la Microsoft insistette a tal proposito sul bisogno di mantenere la continuità con l'universo precedente e pose il veto sui cambiamenti. I fan più accaniti sottolinearono presto le incongruenze tra la grafica del nei trailer e nelle immagini prima della messa in commercio, evento che spinse alla fine la Saber ad effettuare delle modifiche. Iones aveva presentato in anteprima al pubblico il design del pavimento delle strutture dei Precursori, il fucile d'assalto e l'aspetto di Chief come elementi su cui poter esprimere un giudizio. L'armatura di Chief venne ridisegnata da zero anziché sfruttare il lavoro compiuto in precedenza.
La Sabre dubitava che sarebbe stata in grado di convertire la modalità cooperativa a schermo condiviso di Combat Evolved per facilitare il gioco online. Greg Hermann, un responsabile tecnico della 343 Industries che aveva familiarità con la tecnologia della Bungie, guidò la Sabre nello sviluppo di una soluzione di rete che avrebbe consentito di riprodurre il prodotto online. Dal momento che la versione originale si comportava in modo identico se gli venivano dati lo stesso scenario e gli stessi input, erano i soli input dei giocatori a dover essere sincronizzati tra le varie console Xbox.
In virtù dei suoi precedenti contributi alla serie (il pacchetto Blastacular di Halo 2 e il pacchetto di mappe Defiant di Halo: Reach), la Certain Affinity prese contatti con la 343 Industries per semplificare le mappe multigiocatore e tenere conto delle opzioni di gioco di Halo: Reach; per il multiplayer si fece affidamento sul motore di Halo: Reach. Il direttore della 343 Industries Frank O'Connor sostenne che la decisione di utilizzare Reach per il multiplayer suscitò delle perplessità in seno allo studio, ma bisognava comunque trovare un rimedio considerando che «ai tempi di Halo non esisteva mai una modalità di rete adeguata. Non potevamo tornare indietro con la tecnologia; [ricreare il multiplayer di Halo in rete locale] semplicemente non avrebbe funzionato con elementi quali la latenza e tutti gli altri problemi attuali relativi a Xbox Live. Per questa ragione abbiamo avrebbe dovuto costruirlo da zero, e comunque non sarebbe stata l'esperienza che [i giocatori] avrebbero ricordato». Un'ulteriore considerazione mossa da O'Connor riguardava il fatto che la realizzazione di una replica del multiplayer di Combat Evolved avrebbe frammentato gli utenti di Halo e interrotto la longevità di Reach. Nella scelta delle sette mappe di Halo da rielaborare, la 343 Industries dettò internamente una serie di regole; non doveva innanzitutto trattarsi di uno scenario già reinterpretato per un titolo di Halo disponibile per Xbox 360, doveva funzionare con la sandbox di gioco disponibile su Reach e occorreva che fosse tra le ambientazioni preferite dai fan. L'azienda si avvalse delle prestazioni dello stesso art director per la campagna e per il multiplayer di Anniversary allo scopo di assicurarsi che emergesse una «vivida organicità» tra le due modalità.
Poiché la 343 Industries curò Halo 4 in concomitanza con l'edizione che sarebbe uscita in vista del decimo anniversario dall'uscita di Halo: Combat Evolved, essa si convinse a sfruttare l'occasione per cementare il legame degli eventi narrati nella trilogia originale con la nuova Saga dell'Attivatore inserendo oggetti da collezione in-game simili ai terminali di Halo 3, ai registri audio di Halo 3: ODST ai data pad di Halo: Reach. Mentre i collezionabili degli altri giochi erano stati concepiti e realizzati per essere destinati agli appassionati di Halo, la 343 Industries desiderava rendere i terminali di Anniversary comprensibili anche per chi non aveva dimestichezza con il mondo fantascientifico in esame, oltre che più impressionanti.
Sebbene Iones avesse descritto il ciclo di sviluppo di un anno di Anniversary come un «percorso molto tranquillo», alcuni problemi di produzione scoperti solo in tarda fase di sviluppo fecero sì che si generassero dei bug e altre problematiche tecniche. La Sabre ricorse a uno strumento parzialmente automatizzato per eseguire il rendering dei filmati di gioco, ma non effettuò un controllo approfondito dei risultati fino a quando il lavoro non raggiunse la fase alfa del ciclo di vita. Di conseguenza, gli sviluppatori notarono che l'aggiunta di animazioni in motion capture e la sincronizzazione labiale avevano innescato seri problemi di sincronizzazione audio e bug visivi.

## Colonna sonora
Gli sviluppatori aggiornarono il comparto sonoro e la colonna sonora di Combat Evolved assieme alla sua qualità estetica. I giocatori possono infatti alternare la colonna sonora originale di Halo: Combat Evolved alla versione ri-registrata in collaborazione con Pyramind Studios, la Skywalker Symphony Orchestra di 75 elementi e l'ensemble vocale degli Chanticleer. Poiché non c'erano registrazioni in formato MIDI della musica del gioco originale, Paul Lipson, Lennie Moore, Tom Salta (futuro compositore del soundtrack di Halo: Spartan Assault) e Brian Trifon hanno dovuto trascrivere ogni brano musicale.
La colonna sonora fu pubblicata in digitale e in due formati fisici, ossia un'edizione in due CD e una in vinile, con quest'ultima limitata a 2.000 copie. L'edizione in vinile contiene 16 tracce su due lati e viene fornita con un codice per scaricare digitalmente il resto della colonna sonora di Anniversary. L'edizione in CD contiene trentanove tracce e divenne reperibile in commercio il 15 novembre 2011.

## Distribuzione

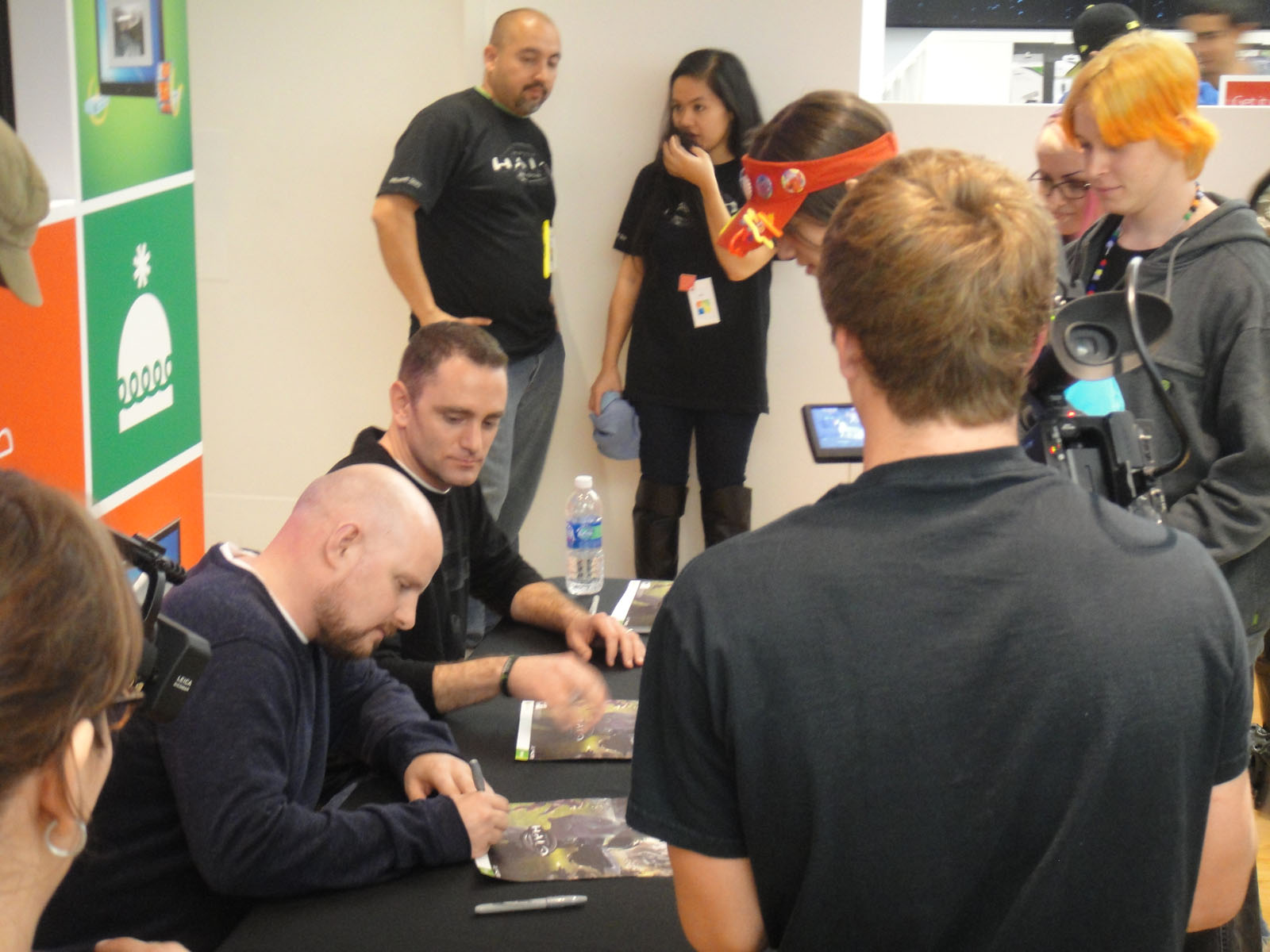
Frank O'Connor, direttore della serie di Halo, autografa dei poster a un evento di lancio di Combat Evolved Anniversary

Halo: Combat Evolved Anniversary fu annunciato al pubblico con un trailer il 6 giugno 2011 nel corso dell'annuale incontro multimediale globale dell'E3 di Microsoft, conclusosi peraltro con il teaser trailer di Halo 4. Tra i contenuti aggiuntivi disponibili in caso di preordine del gioco rientravano un costume da Master Chief per l'avatar Xbox 360 e un esclusivo teschio dal nome "Funerale del Grunt", grazie al quale per ogni Grunt ucciso la sua sacca gassosa esplode. Durante il panel di Halo Universe al San Diego Comic-Con, i fan poterono assistere a un breve trailer che mostrava l'animazione utilizzata nei terminali con la voce narrante di 343 Guilty Spark. A scopo promozionale, la Microsoft rese pubblico il cosiddetto Halo Living Monument, un "monumento virtuale" composto da un cortometraggio in live-action e un sito web.
Negli Stati Uniti, tredici Microsoft Store al dettaglio ospitarono degli eventi di lancio per Anniversary il 15 novembre 2011, con la messa in commercio prevista per la mezzanotte; in quell'occasione, vi fu la possibilità di partecipare a match sul multiplayer per sedici giocatori, acquistare copie in vendita in edizione limitata e incontrare alcuni degli sviluppatori del prodotto. Nel Regno Unito, la Microsoft e l'azienda rivenditrice di videogiochi britannica GAME tenne due eventi in concomitanza dell'uscita del gioco mettendo a disposizione la versione completa del gioco e dei premi. Nell'ambito di un'altra campagna promozionale avvenuta in Gran Bretagna, chi ordinava una pizza speciale da Pizza Hut a tema Halo durante le due settimane vicine all'uscita ricevettero due giorni di abbonamento gratis su Xbox Live. Lo staff di VideoGamer.com trovò la pizza deliziosa, ma il suo legame con il franchise di Halo tenue. Microsoft e Pizza Hut organizzarono nuovamente una collaborazione simile l'anno successivo in vista della messa in commercio di Halo 4.
Come affermato dalla società di indagini di mercato Chart-Track, Anniversary fu il sesto videogioco più venduto della settimana su tutte le piattaforme del Regno Unito; esso raggiunse il quindicesimo posto in Giappone secondo Media Create, mentre in base agli ordini effettuati su Amazon risultava il secondo prodotto videoludico più venduto per la piattaforma 360 nello stesso periodo. Si è trattato inoltre il terzo gioco per Xbox 360 più acquistato in Nord America dai consumatori durante la sua prima settimana.
Il videogioco è stato nuovamente pubblicato l'11 novembre 2014 come parte di Halo: The Master Chief Collection, una collana contenente tutti i capitoli principali della serie di Halo riadattati all'ottava generazione di console e successivamente anche per Microsoft Windows il 3 marzo 2020, oltre che per Xbox Series X e Series S il 17 novembre 2020.

## Accoglienza
| Testata                      | Giudizio |
| ---------------------------- | -------- |
| GameRankings                 | 82%      |
| Metacritic                   | 82/100   |
| Destructoid                  | 9/10     |
| EGM                          | 8.5/10   |
| GI                           | 8.5/10   |
| GameSpot                     | 8.0/10   |
| Giant Bomb                   | [ 43 ]   |
| IGN                          | 8/10     |
| Official Xbox Magazine (USA) | 8.5/10   |
| PALGN                        | 8/10     |
| Digital Spy                  | [ 46 ]   |
| The Escapist                 | [ 47 ]   |
| The Guardian                 | [ 48 ]   |

Halo: Combat Evolved Anniversary ha ricevuto recensioni generalmente positive. Sul sito web di recensioni aggregate Metacritic, il gioco ha ricevuto un punteggio pari a 82 su 100 sulla base di 73 recensioni della critica. Su GameRankings, il gioco ha conseguito invece un punteggio complessivo di 81,92% sulla scia della valutazione di 53 critici. Lo staff di Official Xbox Magazine ha elogiato gli sviluppatori per aver preservato lo stile di gioco originale, evitando gli «orrori revisionistici» causati ad esempio dalla riedizione di Guerre stellari. Brandon Justice di EGM ha confortato i fan della serie affermando che «[Anniversary] è uno dei migliori regali compiuto nei loro confronti che il nostro settore abbia mai prodotto: voi dovete comprarlo».
La grafica rimasterizzata ha ricevuto altrettanti elogi; critici quali Chris Martin per conto dell'Inquirer e Russ Pitts  dell'Escapist hanno acclamato la grafica ritenendola il «boost» necessario per guadagnarsi un buon giudizio. Steve Boxer del Guardian ha definito la funzione «assolutamente affascinante, un po' come [...] se l'archeologia sbarcasse sulla tua console», e ha aggiunto che i miglioramenti grafici apportati hanno sistemato i punti deficitari del motore originale, come nel caso delle ampie ambientazioni. Pur avendo ritenuto valida la maggior parte dei perfezionamenti del gioco, Watters ha individuato nei Flood un nemico che appariva migliore nel 2001, ritenendo che «la semplicità classica delle loro forme gli conferiva un aspetto più sinistro e alieno». Hamza Aziz di Destructoid ha apprezzato gli aggiornamenti visivi, ma non alcuni dei conseguenti problemi di sincronizzazione tra comparto sonoro e animazione.
Un punto che ha generato opinioni non univoche riguardava l'invecchiamento del sistema di gioco di Combat Evolved, rimasto inalterato in Anniversary, e il come apparisse dopo oltre un decennio. Chris Watters di GameSpot ha scritto che «le meccaniche fondamentali del gioco hanno [...] resistito bene [al passare del tempo]», con controlli reattivi e nemici impegnativi. Adam Guetti, per conto di PALGN, si è accodato a tale opinione, elogiando dei controlli «solidi come una roccia» e un gameplay ferrato, mentre Mike Wilcox del Sydney Morning Herald si è espresso dicendo che l'edizione in esame «[dimostra] come un gioco con una formula vincente non appassisce con l'età». Steven Hopper di IGN ha invece considerato la costruzione dei livelli datata, le ambientazioni ripetitive e particolarmente adatte a far perdere il senso dell'orientamento e la scarsa maneggevolezza dei veicoli. Brad Shoemaker di Giant Bomb ha fatto notare che, mentre i vecchi pregi del capitolo sono permasti, altri aspetti, tra cui il design dei livelli e il combattimento contro i Flood, non apparivano meno frustranti rispetto a dieci anni fa. Matthew Reynolds di Digital Spy si è unito a quest'opinione, rimarcando come nel gioco si vivessero momenti dal fascino ineguagliato nei capitoli successivi, sia pur con un meccanismo dei checkpoint rivedibile.
Gli esperti del settore hanno espresso opinioni divergenti sulle funzionalità aggiuntive di Anniversary, con l'effetto 3D stereoscopico che è rientrato appieno sia nel novero delle critiche sia degli elogi. Matt Miller di Game Informer ha sentenziato che le novità «non aggiungono nulla all'esperienza», mentre Aziz ha descritto la possibilità di passare dalla grafica del 2001 a quella del 2011 come un'opzione «fantastica», ritenendola un esperimento riuscito. Aziz ha inoltre applaudito i terminali narrativi, sebbene abbia espresso delle riserve sul supporto del comando vocale Kinect, in quanto più lento in combattimento rispetto alla pressione dei pulsanti. Ben Kuchera di Ars Technica ha apprezzato i miglioramenti delle mappe Halo nella modalità multiplayer di Anniversary, ma ha criticato l'impossibilità di giocare a detta modalità tramite lo schermo diviso locale con quattro persone come nella versione originale. Reynolds ha concordato con la scelta della 343 Industries di ispirarsi a Reach per la modalità multiplayer di Anniversary, considerando che il pacchetto di mappe rivisitate offriva «un modo intelligente di convincere nuovamente gli utenti a tuffarsi nel gioco», oltre a lodare lo stile di combattimento di Halo perché valida alternativa agli sparatutto militari del momento.